# プリヤ・ラーイ
プリヤ・ラーイ（Priya Rai、1977年12月25日 - ）は、アメリカ合衆国を活動の地とする、インド出身のポルノ女優。

## 来歴
インドのニューデリーに生を享け、2歳の時に両親に連れられ米国へと移民。やがてアリゾナ州立大学に入学するも、アダルトモデルの仕事に集中するために休学。ポルノ業界に入るまで12年間にわたってストリッパーの活動を行っていた。
ポルノ映画への初出演を2007年に成してからというもの、それからその翌2008年までに18本のポルノ映画に出演。そのうちの一作―既に名高きポルノスターであったジェシー・ジェーンやソフィア・サンティを始め、エイドリアナ・リンやメンフィス・モンローやストーヤなどの人気新人女優らと共演を行った『チアリーダーズ』にあっては、自身のその名をそのまま冠した『プリヤ』という役を演じた。
2009年にはその『チアリーダーズ』がAVNアワードというアダルト映画賞の一部門の最高賞を獲得。かくして共演者らのそれとともに、自身のその名がこの名高き賞の歴史の内に刻まれることとなった。

## 私生活
料理やダンスをこよなく愛し、趣味として魚釣りを好む。日々の生活のうちに瞑想を取り入れてもいる。